# Le Fils préféré
Pour plus de détails, voir Fiche technique et Distribution.
Le Fils préféré est un film français réalisé par Nicole Garcia et sorti en 1994.

## Synopsis
La vie de Jean-Paul Mantegna, directeur d'hôtel sur la Côte d’Azur, commence à devenir problématique, professionnellement et sentimentalement. Acculé financièrement, il doit trouver d’urgence une forte somme d’argent. Son père, Raphaël, d’origine italienne, retraité, ne peut rien pour lui. Jean-Paul tente alors de solliciter ses deux frères : son aîné, Francis, rejeté par leur père à cause de son homosexualité est enseignant à Martigues et n’a pas d’argent ; le frère cadet, Philippe, avocat à Milan, refuse catégoriquement de l’aider à cause de la relation que Jean-Paul a eue précédemment avec son épouse. Aux abois, Jean-Paul souscrit une assurance-vie au nom de son père en falsifiant les documents. Lors d’une visite que lui rend son père, ce dernier tombe accidentellement à la mer sous les yeux de Jean-Paul qui hésite avant de le secourir. Le vieil homme s'enferme dans le mutisme puis disparaît.

## Fiche technique
- Titre : Le Fils préféré
- Réalisation :	Nicole Garcia
- Scénario : Nicole Garcia, Jacques Fieschi, François Dupeyron, Jérôme Tonnerre
- Musique : Philippe Sarde
- Directeur de la photographie : Éric Gautier
- 1er assistant-réalisateur : Emmanuel Gust
- Son : Pierre Donnadieu
- Montage : Agnès Guillemot, Yann Dedet
- Décors : Antoine Platteau
- Costumes : Florence Emir
- Producteurs délégués : Alain Sarde, Philippe Carcassonne
- Sociétés de production : Les Films Alain Sarde, Cinéa, France 3 Cinéma, Angel's Company
- Pays d’origine :  France
- Langue de tournage : français
- Distribution : AMLF (distributeur d'origine), Tamasa Distribution
- Année de tournage : 1993
- Tournage extérieur :
  - France, Côte d'Azur
  - Italie, Milan
- Format : couleur — 35 mm — 1.66:1 — son Dolby
- Genre : drame
- Durée : 97 minutes
- Date de sortie : 
  - France : 21 décembre 1994

## Distribution
- Gérard Lanvin : Jean-Paul Mantegna
- Bernard Giraudeau : Francis
- Jean-Marc Barr : Philippe
- Roberto Herlitzka : Raphaël
- Margherita Buy : Anna Maria
- Pierre Mondy : le dentiste
- Karin Viard : Martine
- Antoinette Moya : Odette
- Philippe Duclos : Vogel
- Valentine Varela : Mireille dite Chloé
- Jean-Pierre Becker : Patrick
- Marc Berman : Bernard
- Mark Saporta : Richard
- Miguel Espinas : un boxeur
- Fabien Guillerme : un boxeur
- Amar Zane : un boxeur
- Stephane Nicolo : l'arbitre du combat de boxe
- Jean Impinna : le gardien de la salle de boxe
- Aurélie Tabet
- Frédéric Graziani
- Jean-Chrétien Sibertin-Blanc

## Lieux de tournage
Le film a principalement été tourné sur la Côte d'Azur à Nice, Cap d'Ail, Grasse, Menton et Monaco.
À Nice, certaines scènes ont été tournées dans le Vieux-Nice, notamment rue Saint-Augustin, sur la Promenade des Anglais, Quai des États-Unis, à la Gare Thiers, au café de Turin, place Garibaldi, sur la place de l'Île de Beauté et la colline du château dans le quartier du port, place Masséna, au Rouret au nord de la ville (appartement du père), mais aussi avenue du Général Weygand dans le quartier du Parc-Impérial (appartement de la fille de Jean-Paul).

## Accueil
Télérama souligne un film « admirable ». Philippe Vecchi de Libération décrit un film « comateux » et « froid » et met en avant le trio d'acteurs « ténébreux et pertinents ». Pour Le Monde, il s'agit d'un « cinéma romanesque, psychologique et attachant ».

## Distinctions
- César du cinéma 1995 :
  - César du meilleur acteur à Gérard Lanvin
  - Nomination au César du meilleur film pour Nicole Garcia
  - Nomination au César du meilleur réalisateur pour Nicole Garcia
  - Nomination au César du meilleur acteur dans un second rôle pour Bernard Giraudeau
- Prix SACD à Nicole Garcia aux Rencontres Cinématographiques Franco-Américaines d'Avignon.
- Festival de Karlovy Vary : Nomination au globe de cristal pour Nicole Garcia